# Perfect Strangers (album)
Az 1984 novemberében, 8 év kihagyás után megjelent Perfect Strangers a Deep Purple 11. stúdióalbuma. Ez az első album, amit az együttes legsikeresebbnek számító Mark II. (második) felállása készített az újraalakulása után.
Az album az 5. lett az Egyesült Királyság, 17. az USA eladási listáin. Az újrakevert változata 1999. június 22-én jelent meg. Az eredeti hanganyaghoz képest tartalmaz egy ráadás instrumentális számot, "Son of Alerik"-et, ami csak kislemezen jelent meg előtte.

## Az album dalai
Az összes dal Blackmore, Gillan és Glover szerzeménye, két kivétellel: a "Nobody's Home" az összes tag közreműködésével született, míg a "Son of Alerik"-et egyedül Blackmore írta.
1. "Knocking at Your Back Door" – 7:00
2. "Under the Gun" – 4:35
3. "Nobody's Home" – 3:55
4. "Mean Streak" – 4:20
5. "Perfect Strangers" – 5:23
6. "A Gypsy's Kiss" – 4:40
7. "Wasted Sunsets" – 3:55
8. "Hungry Daze" – 4:44
9. "Not Responsible" – 4:36 (Az eredeti bakelit változaton nincs rajta, csak a kazettán és CD-n)
10. "Son of Alerik" – 10:07 (Az 1999-es CD kiadás bónusza, csak kislemezen jelent meg korábban)

## Közreműködők
- Ian Gillan – ének
- Ritchie Blackmore – szólógitár
- Jon Lord – billentyűk
- Roger Glover – basszusgitár
- Ian Paice – dob

## Külső hivatkozások
- Dalszövegek